# ハーレムブレイド 〜The Greatest of All Time.〜
『ハーレムブレイド 〜The Greatest of All Time.〜』（ハーレムブレイド ザ・グレイテスト・オブ・オール・タイム）は、1996年4月26日にTGL/戯画より発売されたアダルトゲーム。
『ハーレムブレイド』シリーズの第1弾。

## 概要
剣と魔法の世界において2Dフィールドを縦横無尽に移動（町々の間やそれらとダンジョンの間などは、全体マップ上でチビキャラを移動）しながら戦闘や会話をこなし、恋愛アドベンチャー部分を含むシナリオを進めていくタイプのコンピュータRPGである。攻略が可能かつハッピーエンドが存在するヒロインは、15人（そのうち1人は6つ子であるため、厳密には20人）にもおよぶ。
ゲームシステムのうち、恋愛アドベンチャー部分については当時の他社作品にもいくつか見られたエルフの『同級生』シリーズの影響を色濃く受けており、建物へ出入りする際や町々へ移動するたびに時間が経過してイベントの発生だけでなくヒロインとの恋愛をも左右するシステムが組み込まれている。そのため、ハッピーエンドやバッドエンドとは別に、時間切れによるゲームオーバーも存在する。また、行動や所持アイテム次第でステータス画面のクラスが変化するほか、善か悪に変動する隠し要素（ステータス画面には表示されない）「カルマ」が組み込まれているため、ヒロインによっては悪の方へ偏らせておかないと攻略に失敗する場合がある。
エンディングの種類に関係無く、それまでに得た経験値・装備・アイテム・クラスは、すべて次回開始時へ持ち越せる仕様となっている。

## メインスタッフ
- 脚本、監督 - 西義隆
- 音楽 - CHEMOOL
- キャラクターデザイン、作画監督 - 木村貴宏
- プロデューサー - 濱田智彰

## 主題歌
「真実（ほんとう）の勇気」
作詞 - 濱田智彰 / 作曲、編曲 - 米村高広 / 歌 - 小川由美子

## 発売機種
PC-9800シリーズ (PC98) 版
1996年4月26日発売。フロッピーディスク10枚組、ハードディスク専用。
CD-DAではなくPCMのみを用いて主題歌を流しながらオープニング（OP）アニメーションを表示させるという、MS-DOS全盛期の当時としては重めの演出が盛り込まれている。また、本編の画面解像度については低スペックのユーザーを考慮し、コンフィグで半減できるようになっている。
パーフェクトコレクション
1997年3月7日発売。Windows&MacintoshハイブリッドCD-ROM1枚組。
PC98版開発に用いられたカラー原画を収録した、いわゆるデジタル画集。CD-ROMにはカラー原画のほか、PC98版で話題となったOP主題歌のオリジナルCD-DA版やBGMのMIDIデータ（SC-88Pro専用）を収録。また、パッケージにはPC98版本編の攻略小冊子を同梱している。
Windows 95 (Win) 版
1999年6月11日発売。CD-ROM1枚組。
CGを256色化し、各ヒロインのセックスシーンに音声を追加したとの触れ込みだったが、すでにPC98版開発スタッフが全員退社後であったため、移植作業は別スタッフによって行われた。音声に不備があり、場面の内容に関係無く担当声優とは別人の声で喋る時がある。

## あらすじ
現実世界とは異なるどこかの世界、メイプリーズ大陸。2千年前のそこでは、殺戮と破壊に明け暮れる魔王ガルガンチュアに対し、女神パンナコッタが導いた人間の勇者マクラクランによる凄絶な戦いが繰り広げられていた。
やがて、戦いの果てにガルガンチュアは封印される。戦火を収め、偉業を成し遂げたマクラクランの名は伝説と化し、平和が訪れた。
それから悠久の時が流れたある日、メイプリーズ大陸をサミゼンス家の反乱による戦火が包むが、その窮地を伝説の勇者と同じ名を持つ放浪の剣士マクラクランが救う。戦後、この地に留まったマクラクランは離れ小島のヘッセン島に所在するナトカ村に居を構え、強気で元気な兄カインと弱気で貧弱な弟アベルという2人の息子を授かる。しかし、10数年後に亡き父と同様に勇者となったのはアベルであり、カインはお気楽第一な優男と成り果てていた。
幼少時とは正反対で共に伝説の勇者の姓を持つカインとアベル、そして彼らの間に立つ幼馴染の少女ショコラ。この3人を巡り、時と運命の物語は今、動き出す。

## 主な登場人物
カインとアベルの名は『創世記』に登場するアダムとイヴの息子たち、ヒロインたちやその他の人物たちの名は菓子や料理関連が由来。Win版の声優名は非公開。

### 主人公
カイン・マクラクラン
主人公。長く伸ばした銀髪が特徴。幼馴染のショコラとは弟のアベル共々、ヘッセン島のナトカ村で兄弟同然に育った。魔王討伐とショコラを巡り、弟とはライバル関係になる。もっとも、昔はともかく今ではお気楽が信条で剣の腕も弟におよばないうえ、女の子への性欲と情熱だけで日々を生きているような優男であるが、そうなった理由はシナリオを進めるうちに明かされていく。
『同級生』系作品の主人公の類に漏れず、休まなくても延々と動き回れるうえ、精力に至っては絶倫の域に入る。

### ヒロイン
全員にカインとのセックスシーンが存在するほか、それだけに終わらずエンディングで彼の子を妊娠する者や、出産する者もいる。
ショコラ・ブランデル
メインヒロイン。カインとアベル共通の幼馴染。ヘッセン島の領主の愛娘だが、実は血が繋がっておらず、養女として育てられた。両親だけでなくナトカ村の誰からも愛される、優しくお淑やかな少女である。メイプリーズ大陸に伝わる伝説の聖女と同じ名を持ち、序盤で忽然と蒸発してしまうショコラの出生は、この物語の根幹に深く関わっている。
アベルよりはカインに惹かれている。ゲームオーバーとなった場合は、そっくりの娘がアベルと結婚式を挙げる。
リキュール・シュカンディ
カインの旅に同行する1人。クラスは魔法使い。メイプル王国の城下町で医院を開き、マフィンの主治医を務めている少女。魔法医師になったのは名医トリュフ・ローリーの自伝本に感銘を受けたからであるが、リキュール本人は治癒魔法より攻撃魔法に長けているため、今では理想と現実とのギャップに悩み、深酒して酒に飲まれてしまうこともある。いつも着用しているローブのために着痩せの激しいナイスバディ（特にカインとの背面立位の際に突き出されるヒップ）と、大きな丸眼鏡がチャームポイント。
ルッシェ・ウォータートン
カインの旅に同行する1人。クラスは剣士。まだ成年前の明朗活発な少女で、ドレスがよく似合う年頃にもかかわらず、メイプル王国衛兵隊長に任命された。任務を真面目にこなす一方、古参兵の反発を買っていることや、衛兵隊長としての重責を負ったことに悩んでいる。
シナリオ上ではクリムと相対する位置にあるため、2人両方を仲間にするのはきわめて難しく、その場合はクリムとのセックスシーンは見られない。容姿のモデルは『ヴァリアブル・ジオ』に登場する武内優香であり、カインとの屈曲位の際には優香譲りの巨乳に自らの膝を押し付けながら喘ぐ姿が描かれる。
クリム・クロケット
カインの旅に同行する1人。褐色の肌を持つ賞金稼ぎの少女で、クラスは銃士。愛馬シルフィードと共に亡き義兄の仇を追い、メイプル王国を訪れた。ナイスバディ（特にカインとの騎乗位の際に激しく弾むバスト）の素肌を露にしたラフな格好で様々な銃を使いこなす男勝りだが、義兄を今でも慕い続けるなど、歳相応の少女らしい心も持ち合わせている。
シナリオ上ではルッシェと相対する位置にあるため、2人両方を仲間にするのはきわめて難しく、その場合はクリムとのセックスシーンは見られない。
杏仁（あんにん）
カインの旅に同行する1人。クラスは戦士。メイプリーズ大陸から遠く離れた異国よりやってきた、中華系の少女。忠義と礼節を重んじる性格や、会得している殺人拳法でポンチのボディーガードを務める一方、実は彼に仕込まれた酷い性的嗜好によって普通のセックスでは満足できない身体となっており、街中で脱がされて鞭を打たれても逆らえないという、絶対服従の立場にある。
ガナッシュ・パトレーゼ
右の肩から二の腕にかけて彫られている髑髏の刺青が印象的な、美しき女盗賊。裕福かつ傲慢な貴族からしか盗まない盗賊団「蒼ざめた月」の長を務める。マドレーヌと名乗り、ブランデル家へメイドとして潜り込むが、元はメイプリーズ大陸先住民族クロベールに育てられた孤児。義を重んじ、クロベールへの恩返しと扶養のために盗みを働いている。
シュクセ・ダフィ
城下町から離れた南に位置する森の奥深くに建つ修道院に1人で住んでいる、シスター。普段はカインのカルマチェックを行ってくれる。清楚かつ美麗な容姿に加え、どんな犯罪者にも優しく接する慈悲深さでも有名だが、実は強烈な性欲とマゾ願望を持っていることが、カインとのセックスの際に明らかとなる。
セリス・カスタード
ユルブレストの酒場を1人で切り盛りする女性。左眼傍の泣きボクロのほか、踊り子と見間違われんばかりの美貌を持つうえ、情報通でもある。キュラソーに片想いしており、やがて彼に酒場ごと利用されて悲惨な目に遭う。
シェイク6姉妹
セプテムの娼館で人気の6つ子少女娼婦。全員が性格こそ全く異なるものの、ほくろの位置以外は同一の容姿をしており、それぞれが1人ずつ各曜日に分かれて客に応じる。担当は、バニラ：月曜日、メロン：火曜日、レモン：水曜日、ストロベリー：木曜日、カフェ：金曜日、ピーチ：土曜日。全員の目に適えば、最終的には日曜日にまとめて7Pが可能。
マフィン・マニホールド
リキュール医院に入院中の盲目の少女。アベルに憧れており、彼の武勇伝を心の支えに、長い闘病生活を送っている。視力回復後はカインの吐いていた嘘にショックこそ受けるが、嘘に秘められていた彼の思いやりを知って惹かれていく。
トルテ・タルト
トリアディアで最も貧乏と称されるほど貧しい少女。両親が遺した莫大な借金を抱えている。共に暮らす弟たちへの面倒見は良いが、天性の楽観的な性格と粗末な衣服の下のナイスバディは、長所兼短所。また、大の食いしん坊でもある。
ミルフィーユ
メイプル王国の王女。愛らしい容姿と言動で、国民にはアイドル的存在として親しまれている。しかし、城下へなかなか出られない日々の生活には、旺盛な好奇心からも少々嫌気が差してきている模様。物語冒頭でガルガンチュアに石化の呪詛をかけられてしまうが、それが解けた後はカインへの好奇心が彼への想いへ変わり、大胆な行為に出る。
ノワゼット
メイプル王国の女王かつミルフィーユの母。とても年頃の娘がいるとは思えない美貌を持ち、国民の憧れの的。しかし、王家へ嫁ぐ前はサミゼンス家の人間で、25年前の反乱にも関わりを持っていた。シナリオ進行に伴って明らかとなる言動やカインとのセックスからは、ミルフィーユの大胆さがノワゼット譲りであることがうかがえる。
ティラミス・アーンスランド
ガルガンチュアの復活に伴い、2千年間の眠りから覚めたサキュバス。その性欲は凄まじく、2千年分の乾きを癒そうとトリアディアの町を襲い、一晩で壊滅させてしまうほど。ガルガンチュアとはいわゆるセックスフレンドに当たる間柄。
なお、カプコンの『ヴァンパイア』に登場するサキュバスのモリガン・アーンスランドとは名字も同じだが、まったくの無関係。
パンナコッタ
時の浮島クロノポリスに1人で住みながら、永遠に流れ続けるこの世の時間を見守り続ける女神。2千年前にガルガンチュアがメイプリーズ大陸を襲った際、人間の勇者マクラクランを導いた。ローブのために着痩せしているナイスバディはリキュール以上のものであり、カインとのセックスの際に明らかとなる。

### その他
アベル・マクラクラン
カインの弟で、魔王討伐とショコラを巡ってのライバル。燃えるような赤毛が特徴。幼少時は兄とは対照的に弱気だったが、ある日、謎の熱病に侵されてからは性格が一変して頭角を現し、数々の冒険で功績を上げるまでになった。しかし、そんな表面とは裏腹に性格はあまり良いとは言えないうえ、女癖も兄以上に悪く、行く先々で魅力的な女の子に声をかけて仲良くなっては放置を繰り返す。容姿のモデルは、日本ファルコムの『イースシリーズ』に登場するアドル・クリスティン。
ポンチ・ローリー
カインの旅に同行する1人。クラスは魔法使い。女癖の悪さに加えて嫌味な言動が特徴の醜悪な男だが、父である名医トリュフ・ローリーから受け継いだ血ゆえ、強力な治癒魔法を使いこなせる。容姿のモデルは、キャラクターデザイナーの木村貴宏自身。
ボベス・バルバリシア
魔王復活の噂を聞き付けてメイプル王国を訪れた、大柄な全身が傷だらけの賞金稼ぎの男。カインに難癖を付けたりシュクセに一目惚れしたりと、脇役でありながら様々なミニイベントで物語に関わる。
こくおう
メイプル王国の第48代国王。ノワゼットの夫であり、ミルフィーユの父でもある。側近以外には理解不能な言葉を喋りながら、カインのレベルチェックを行っている。こくおうに認められるだけのレベルに達していなければ、ガルガンチュアのもとへ向かうことはできない。なお、「こくおう」は本名である。
キュラソー・サミゼンス
サミゼンス家の長男かつユルブレストの領主を務める美青年。実は25年前の反乱と剣士マクラクランに因縁を持つ1人であり、セリスの酒場を拠点に組織した反乱軍による革命を起こそうと目論む。
ボスコ・ピスターシュ
アベルの武勇伝に憧れ、メレンゲ王国からやってきたという騎士見習いの青年。角刈りにおちょぼ口で男の汗の臭いが好きという、独特の容姿と少々危険な言動で周囲を振り回すが、それは仮の姿で真の目的はアベルの暗殺にある。
サブレ・ピジョンボイス
メイプル王国衛兵隊の副隊長を務める髭面の男性。次期隊長候補であったが、一兵卒のルッシェが剣の腕だけで隊長に任命されたことから彼女を激しく逆恨みした結果、ガルガンチュアにつけ込まれてしまう。容姿のモデルは、テレビアニメ『機動武闘伝Gガンダム』に登場する東方不敗マスター・アジア。
ガルガンチュア
魔王。2千年前のメイプリーズ大陸に殺戮と破壊をもたらし、今また復活の時を迎えた諸悪と恐怖の存在である。
ガルガンチュアを倒すことが、ゲームクリアのための最低必須条件である。巨大化時の容姿のモデルは、サブレと同じく『Gガンダム』に登場するデビルガンダム。
聖女ショコラ
2千年前のフォルタレザ王国でクロベールたちからも慕われていた、ショコラと瓜二つの外見と名を持つ人間の少女。クロベールの優れた科学技術を奪おうと画策した一部の愚かな人間たちによって串刺しにされ、帰らぬ人となる。その後、聖女ショコラの存在は伝説として、人類の歴史に祭り上げられた。
シプール
2千年前のフォルタレザ王国で栄えていたクロベールの科学者。聖女ショコラに想いを寄せる穏やかな青年だったが、彼女が人間たちに殺害されたことから、怒りに心身を任せることとなる。容姿のモデルは、アクアプラスの下川直哉。

## 関連書籍
戯画大事典FINAL（ぎがだいじてんファイナル）
1998年12月30日発売。コミックマーケット55にて頒布。戯画を退社したPC98版開発チームによる同人誌。開発や退社についてのほか、PC98版とほぼ同様の関係にある『ヴァリアブル・ジオ』シリーズや『スチーム・ハーツ』などについても裏話を書き綴ったその内容からは、応援コメントを寄せた木村貴宏と共に携わってきた各作品への思い入れや当時の戯画上層部との不和といった、複雑な思いがうかがえる。
ハーレムブレイド 〜The Greatest of All Time.〜 CG&原画集
1999年4月30日発売。ケイエスエスより発行。ゲーム本編のカラー原画や攻略記事、木村貴宏へのインタビューなどを収録したムック本。ISBN 9784877093389